# Fundamenta Krestomatio
A Fundamenta Krestomatio de la Lingvo Esperanto (Crestomacia Fundamental da Língua Esperanto), pela primeira vez editada em 1903 por L. L. Zamenhof, foi a primeira antologia de obras modelares pelo estilo em esperanto, com obras originais e traduções. A maior parte dos textos apareceram antes na revista La Esperantisto entre 1889 e 1895, mas alguns apareceram em outras publicações entre 1887 e 1902. Os artigos que não são de autoria de Zamenhof, foram por ele corrigidos e adaptados.
Na Krestomatio aparece a versão em esperanto da gramática fundamental.